# Blechnum asperum
Blechnum asperum là một loài thực vật có mạch trong họ Blechnaceae. Loài này được Sturm mô tả khoa học đầu tiên.